# Валк, Хейнц
Хе́йнрих Алекса́ндрович Валк (Вальк) (эст. Heinrich Valk, также Хейнц Валк (эст. Heinz Valk); род. 7 марта 1936, Гатчина, СССР) — советский и эстонский художник, карикатурист, писатель и политик.

## Биография
Родился 7 марта 1936 года в Гатчине. И отец Александер, и мать Зинаида были из многодетных семей (соответственно 9 и 5 детей).
В 1961 году окончил Государственный институт художеств Эстонской ССР по специальности «украшения из металла». В дальнейшем работал в основном карикатуристом. Создавал книжные иллюстрации, прикладную графику, медали и сувенирные значки. 
В 1970 году снял два кукольных фильма на киностудии «Таллинфильм».
Автор иллюстраций к первому изданию сборника путевых очерков Леннарта Мери «Серебристо-белый путь» (ориг. «Hõbevalge», 1976). 
В советское время член правления объединения VEKSA, член Художественного совета национального парка Лахемаа, член совета Эстонского общества охраны памятников старины, член правления Художественного фонда Эстонской ССР, член редколлегии журнала «Pikker» и газеты «Sirp ja Vasar» (с эст. «Серп и Молот»), исполняющий обязанности доцента Государственного института художеств ЭССР. 
Заслуженный художник Эстонской ССР, член правления и президиума Союза художников Эстонской ССР. 
В период распада СССР наряду с художественно-творческой деятельностью занимался политикой. Обрёл популярность тем, что придумал термин «Поющая революция» и сказал знаменитую в Эстонии фразу «Однажды мы победим несмотря ни на что!» (эст. Ükskord me võidame niikuinii!), ставшую одним из самых известных лозунгов в борьбе за восстановление независимости Эстонии в 1988—1991 годах.

## Выставки
Персональные выставки:
- 1976 — «Забавные и насмешливые картинки Хейнца Валка» (Таллинский художественный салон)[11]

Коллективные выставки:
- 1964 — Республиканская выставка прикладного искусства (Таллинский Дом искусства);
- 1966 — 25 лет Советской Литве, Советской Латвии и Советской Эстонии (Москва, Манеж);
- 1974 — Республиканская выставка прикладной графики (Таллинский Дом искусства)[11].

## Фильмография
- 1970 — «Друзья» (кукольный фильм), режиссёр, художник, сценарист
- 1970 — «Что? Кто? Где?» (кукольный фильм), режиссёр, художник, сценарист
- 1983 — «На арене Лурих», бутафор

## Награды и премии
- 1974 — III место на конкурсе карикатур газеты «Сирп я Вазар» (эст. «Sirp ja Vasar»)
- 1979 — Заслуженный художник Эстонской ССР
- 1981 — Карикатурная премия газеты «Сирп я Вазар»
- 1981 — Премия на международной выставке карикатур в Западном Берлине
- 1998 — Орден Белой звезды IV класса[12]
- 2003 — Премия Президента Эстонской республики за сбор фольклора
- 2004 — Гербовый знак Таллина[эст.][13]
- 2006 — Орден Государственного герба III класса[14]
- 2007 — Памятный камень в честь восстановления республики
- 2009 — Титул «Отец года»[15]

## Высказывания
- «Когда я слышу, что в мире политики творится какая-то глупость, я ругаюсь по-русски, чтобы снизить пульс и успокоить душу, потому что в эстонском языке нет таких красочных слов для обозначения глупости»[16][17].
- «...я не выйду на трибуну, не скажу ни одного плохого слова о нашей стране. Страна может ошибаться, как и человек, но не надо над ней издеваться. Это мой принцип, которому я не изменю... Моя привязанность к своей стране столь нежна, что мои принципы не позволяют мне уколоть её»[16].
- Что вас больше всего беспокоит в Эстонии? — «Ненависть. Говорят, что это типично для эстонцев. Но это может быть и не так, потому что были годы, когда в Эстонии не было такой тотальной ненависти. Здесь «большая заслуга» наших политиков, которые обеими руками сеют ненависть со своей партийной колокольни. Создаётся впечатление, что эстонцы обязаны кого-то ненавидеть»[3].

## Семья
- Первая жена — Малл Валк, урожд. Соостер (1935—1976), керамист.
  - Две дочери[3][15].
- Вторая жена — Марика Валк, урожд. Рунге (род. 1954), искусствовед, в 1991–2008 годах директор Эстонского художественного музея[18].
  - Дочь — Кадри Валк, музыкант[18].

По состоянию на 2010 год 9 внуков.